# Herència borgonyona
Herència borgonyona és el nom dels territoris de la dinastia borgonyona que van acabar en mans de la Corona de Castella i la Corona d'Aragó representada per Carles I, per herencia de Felip el Bell, rei consort de Castella.

## Origen
L'herència va tenir el seu origen en Felip III de França i en Robert I d'Artois. Felip III fou el pare de Felip IV de França, i aquest fou el pare de Lluís X de França (+1316), de Carles IV de França (+1328) i de Felip V el Llarg (+1322), casat amb Joana de Borgonya, comtessa d'Artois i de Borgonya.
Felip III fou també el pare de Carles de Valois, i aquest de Felip VI de França (+1350) i de Carles. Felip VI va tenir a Joan II de França el Bo, que fou duc de Borgonya (1361-1363) i rei de França, i va morir el 1364. Es va casar dues vegades: la primera amb Bona, i la segona amb Joana d'Alvèrnia de la que es torna a parlar després (vegeu més avall).

## Reunió d'Artois i el comtat palatí de Borgonya

### Artois
- Robert I comte d'Artois (+1250)
  - Robert II, comte d'Artois 1250-1302 (+1302)
    - Felip (+1298)
      - Robert III, comte d'Artois 1302-1309 (+1309)

    - Matilde, comtessa d'Artois 1309-1329 (+1329), casada amb Otó IV de Borgonya, comte de Borgonya
      - Joana de Borgonya, comtessa d'Artois i de Borgonya (+1329), casada amb Felip V de França el Llarg

### Comtat palatí de Borgonya[1]
El comte Otó IV de Borgonya es va casar amb Matilde comtessa d'Artois (1309-1329) i van tenir una sola filla: Joana de Borgonya, comtessa d'Artois per herència materna i comtessa de Borgonya per herència paterna. Va morir el 1329 i va deixar cinc fills del seu matrimoni amb Felip V de França el Llarg (mort el 1322)
- Felip V el Llarg i Joana de Borgonya i Artois
  - Lluís (mort el 1317)
  - Joana de França (morta el 1347), comtessa d'Artois i de Borgonya 1329-1347, casada amb el duc Eudes IV de Borgonya (mort el 1350)
    - Felip (mort el 1346) casat amb Joana d'Alvèrnia (vegeu més amunt) que es va casar després amb Joan II de França el Bo
      - Felip de Rouvres, comte d'Artois i Borgonya (1347-1361) per herència de la seva àvia Joana de França, i duc de Borgonya (1350-1361) per herència del seu avi Eudes IV; a la seva mort l'herència de l'àvia va passar a la seva tia Margarita I i la de l'avi a Joan II de França (1361-1363)[2]

  - Margarita I > vegeu més avall Flandes-Nevers-Rethel
  - Isabel
  - Blanca

## Unió d'Artois, comtat de Borgonya, Flandes, Nevers i Rethel
- Margarida I (+1382) va heretar els comtats d'Artois i Borgonya (1361-1382) del seu besnebot Felip de Rouvres el 1361. Casada amb Lluís II (+1384) comte de Nevers i Rethel i comte de Flandes.
  - Margarida II comtessa d'Artois i Borgonya 1382-1405, III comtessa de Flandes, i comtessa de Nevers i Rethel 1384-1405. Es va casar amb Felip l'Agosserat, duc de Borgonya (1363-1404)[3]
    - Joan I Sense Por, duc de Borgonya, comte d'Artois, comte de Borgonya, comte de Flandes, comte de Nevers (que va cedir al seu germà Felip II el 1384), comte de Rethel (que va cedir al seu fill Antoni el 1493), i altres títols, 1404-1419
      - Felip III de Borgonya (va afegir nombrosos estats als Països Baixos), 1419-1467
        - Carles el Temerari, duc de Borgonya, duc de Brabant, duc de Güeldres (1472-1477), duc de Limburg, duc de Lothier, duc de Luxemburg, comte de Zutphen (1472-1477), d'Artois, de Borgoña, del Charollais, de Flandes, d'Hainaut, d'Holanda, de Mâcon, i de Zelanda, i marqués de Namur 1467-1477
          - Maria de Borgonya, casada amb Maximilià I d'Àustria, hereva de Carles el Temerari, 1477-1482
            - Felip el Bell 1482-1506, casat amb Joana la Boja, reina de Castella, filla i hereva de Ferran el Catòlic i d'Isabel la Catòlica[4]